# Thanatopsyche
Thanatopsyche är ett släkte av fjärilar. Thanatopsyche ingår i familjen säckspinnare.
Kladogram enligt Catalogue of Life:
| Thanatopsyche | \| \| Thanatopsyche canescens \| \| \| \| \| \| Thanatopsyche chilensis \| \| \| \| |
|               | \| \| Thanatopsyche canescens \| \| \| \| \| \| Thanatopsyche chilensis \| \| \| \| |
|               | Thanatopsyche canescens                                                             |
|               |                                                                                     |
|               | Thanatopsyche chilensis                                                             |
|               |                                                                                     |